# Площа Перемоги (Херсон)
Пло́ща Перемоги  — площа у Корабельному районі Херсона.
На площу виходять Миколаївське шосе, вулиці Нафтовиків та Стрітенська.
В центрі майдану розміщується 22-метровий бетонний монумент на честь 50-річчя перемоги в німецько-радянській війні 1941-45 років зі статуєю «Ніки» нагорі. В 2017 році площу було реконструйовано: пам'ятник присвятили закінченню Другої світової війни, навколо пам'ятника було створено квітник з візерунком Тризуба — герба України.

## Історія
Сучасну назву топонім отримав 1969 року.